# プチトエトワール
プチトエトワール (Petite Etoile) は、イギリス産の競走馬、繁殖牝馬。

## 経歴

### 競走馬時代
プチトエトワールは1958年5月末に競走馬としてデビューした。このレースは2頭立てで、対戦相手のクライス（後に短距離路線で活躍）に8馬身の
着差をつけられて敗れた。その後8月まで3戦し2勝を収めた後歩様に異常が見られるようになったため、陣営は年内の出走を見合せた。
1959年、プチトエトワールはイギリスのクラシック前哨戦の一つであるフリーハンデキャップステークスでレースに復帰。このレースを優勝すると、3番人気で臨んだ1000ギニーも優勝した。続いてイギリスクラシック牝馬三冠第2戦のオークスに出走。レース前には血統の面から距離が長すぎることが懸念されたが、レースでは4番手から直線で抜け出し2着馬に3馬身の着差をつけて優勝。イギリスクラシック牝馬二冠を達成した。なお、このレースでのプチトエトワールの走破タイムは前々日に行われたダービーステークスの優勝馬パーシアのタイムを上回るものであった。
オークス優勝後、プチトエトワールはサセックスステークスに出走。この時のレース振りは後方を追走しゴール手前約300mの地点でスパートをかけ優勝するというもので、「他の馬を小バカにしたような」ものであったといわれる。この後プチトエトワールはイギリスクラシック牝馬三冠馬のかかったセントレジャーステークスには出走せず、ヨークシャーオークスとチャンピオンステークスに出走し、いずれも優勝した。6戦全勝でシーズンを終えたプチトエトワールは、ジョッキークラブが発表した1959年の3歳フリーハンデで、牡馬を含む全3歳馬でもっとも高い133ポンドという評価を受けた。
1960年は緒戦のビクトリアワイルドステークスを優勝した後、コロネーションカップに出走。同世代のダービーステークス優勝馬パーシアとの対戦に注目が集まったが、競馬記者が表現に苦労するほどの快勝といわれるレース振りで勝利を収めた。続いてキングジョージ6世&クイーンエリザベスステークスに出走。序盤は後方に待機し直線でスパートをかける従来通りの戦法をとったがアグレッサーに1/2馬身及ばず2着に敗れた。この敗戦により1958年から続いていたプチトエトワールの連勝は9でストップし、その原因について競馬メディアは、意図的に後方に待機しスパートをかけるタイミングが遅れた主戦騎手レスター・ピゴットの騎乗にあると非難した。一方調教師のマーレスは敗因について、そもそもスタミナが不足していたと述べた。
プチトエトワールは1961年も現役を続行したが、当時イギリスで流行していた馬インフルエンザに罹患し、一度は引退が決定した。しかし引退は撤回され、緒戦のコロネーションステークスを優勝。さらに続くコロネーションカップではプリティーポリー、ザホワイトナイトに続き史上3頭目となる連覇を達成した。その後プチトエトワールは4戦して2勝2着2回という成績を収め、この年のシーズンを限りに引退した。最後のレースとなったクイーンエリザベス2世ステークスでは後方待機策ではなく2番手を進むという戦法がとられたがレース終盤に伸びを欠いた。

### 繁殖牝馬時代
繁殖牝馬としてのプチトエトワールは不受胎や死産が続き、生まれた産駒も目立つ成績を上げることができなかった。しかし死後の2008年、7戦7勝で同年の凱旋門賞を制した牝馬ザルカヴァの5代母として注目を集めた。

## 血統表
| プチトエトワールの血統             | プチトエトワールの血統 | プチトエトワールの血統 | （血統表の出典） | （血統表の出典） |
| 父系                               | フェアトライアル系＜フェアウェイ系＜ファラリス系＜サイリーン系＜ベンドア系＜ストックウェル系＜エクリプス系＜ダーレーアラビアン系 | フェアトライアル系＜フェアウェイ系＜ファラリス系＜サイリーン系＜ベンドア系＜ストックウェル系＜エクリプス系＜ダーレーアラビアン系 | フェアトライアル系＜フェアウェイ系＜ファラリス系＜サイリーン系＜ベンドア系＜ストックウェル系＜エクリプス系＜ダーレーアラビアン系 |                  |
| 父 Petition 1944 黒鹿毛 イギリス   | 父の父Fair Trial 1932 栗毛 イギリス                                                                                              | Fairway | Phalaris | Phalaris         |
| 父 Petition 1944 黒鹿毛 イギリス   | 父の父Fair Trial 1932 栗毛 イギリス                                                                                              | Fairway | Scapa Flow |                  |
| 父 Petition 1944 黒鹿毛 イギリス   | 父の父Fair Trial 1932 栗毛 イギリス                                                                                              | Lady Juror | Son-in-law | Son-in-law       |
| 父 Petition 1944 黒鹿毛 イギリス   | 父の父Fair Trial 1932 栗毛 イギリス                                                                                              | Lady Juror | Lady Josephine |                  |
| 父 Petition 1944 黒鹿毛 イギリス   | 父の母Art Paper 1933 黒鹿毛 イギリス                                                                                             | Artists Proof | Gainsborough | Gainsborough     |
| 父 Petition 1944 黒鹿毛 イギリス   | 父の母Art Paper 1933 黒鹿毛 イギリス                                                                                             | Artists Proof | Clear Evidence |                  |
| 父 Petition 1944 黒鹿毛 イギリス   | 父の母Art Paper 1933 黒鹿毛 イギリス                                                                                             | Quire | Fairy King | Fairy King       |
| 父 Petition 1944 黒鹿毛 イギリス   | 父の母Art Paper 1933 黒鹿毛 イギリス                                                                                             | Quire | Queen Carbine |                  |
| 母 Star of Iran 1949 芦毛 イギリス | 母の父Bois Roussel 1935 黒鹿毛 フランス                                                                                          | Vatout | Prince Chimay | Prince Chimay    |
| 母 Star of Iran 1949 芦毛 イギリス | 母の父Bois Roussel 1935 黒鹿毛 フランス                                                                                          | Vatout | Vashti |                  |
| 母 Star of Iran 1949 芦毛 イギリス | 母の父Bois Roussel 1935 黒鹿毛 フランス                                                                                          | Plucky Liege | Spearmint | Spearmint        |
| 母 Star of Iran 1949 芦毛 イギリス | 母の父Bois Roussel 1935 黒鹿毛 フランス                                                                                          | Plucky Liege | Concertina |                  |
| 母 Star of Iran 1949 芦毛 イギリス | 母の母Mah Iran 1939 鹿毛 イギリス                                                                                                | Bahram | Blandford | Blandford        |
| 母 Star of Iran 1949 芦毛 イギリス | 母の母Mah Iran 1939 鹿毛 イギリス                                                                                                | Bahram | Friar's Daughter |                  |
| 母 Star of Iran 1949 芦毛 イギリス | 母の母Mah Iran 1939 鹿毛 イギリス                                                                                                | Mah Mahal | Gainsborough | Gainsborough     |
| 母 Star of Iran 1949 芦毛 イギリス | 母の母Mah Iran 1939 鹿毛 イギリス                                                                                                | Mah Mahal | Mumtaz Mahal |                  |
| 母系(F-No.)                        | (FN:9-c) | (FN:9-c) | (FN:9-c) | [ § 2 ]          |
| 5代内の近親交配                    | Lady Josephine 4×5、Gainsborough 4×4、Chaucer 5×5、Carbine 5×5                                                                   | Lady Josephine 4×5、Gainsborough 4×4、Chaucer 5×5、Carbine 5×5                                                                   | Lady Josephine 4×5、Gainsborough 4×4、Chaucer 5×5、Carbine 5×5                                                                   | [ § 3 ]          |
| 出典                               | 1. 2. 3. | 1. 2. 3. | 1. 2. 3. | 1. 2. 3.         |